# 科拉拉斯
科拉拉斯（Kolaras），是印度中央邦Shivpuri县的一个城镇。总人口15674（2001年）。

## 人口
该地2001年总人口15674人，其中男性8286人，女性7388人；0—6岁人口2640人，其中男1395人，女1245人；识字率57.96%，其中男性为67.49%，女性为47.27%。